# Serhiy Stanislavovych Rebrov
Serhiy Stanislavovych Rebrov (tiếng Ukraina: Сергій Станіславович Ребров; sinh ngày 3 tháng 6 năm 1974) là một huấn luyện viên và cựu cầu thủ bóng đá người Ukraina, từng thi đấu ở vị trí tiền đạo. Anh là huấn luyện viên đương nhiệm của đội tuyển Ukraina.
Rebrov trở nên nổi tiếng với khán giả quốc tế nhờ vai trò đá cặp tấn công với Andriy Shevchenko tại Dynamo Kyiv suốt thập niên 1990. Tính đến tháng 8 năm 2017, anh vẫn đang là chân sút ghi nhiều bàn thắng nhất lịch sử ở giải Ngoại hạng Ukraina cùng với Maksim Shatskikh.
Rebrov có trận mắt cho tuyển Ukraina vào năm 1992, có 75 lần khoác áo đội tuyển và ghi 15 bàn thắng. Anh từng đại diện cho đội thi đấu tại giải vô địch thế giới đầu tiên mà họ tham dự vào năm 2006.
Rebrov chấm dứt sự nghiệp cầu thủ chuyên nghiệp vào năm 2009, rồi chuyển sang làm huấn luyện viên. Năm 2014, anh nắm giữ vị trí huấn luyện viên tạm quyền ở Dynamo Kyiv, và làm huấn luyện viên trưởng của đội ở ba mùa bóng kế tiếp. Anh là người đầu tiên giành Cúp quốc gia Ukraina cả trên tư cách cầu thủ và huấn luyện viên. Anh cũng dành ba mùa giải làm huấn luyện cho đội bóng Hungary Ferencváros từ năm 2018 đến 2021. Năm 2023, anh nhậm chức huấn luyện đội tuyển quốc gia Ukraina và dẫn dắt họ vượt qua vòng loại của giải vô địch châu Âu 2024.

## Sự nghiệp câu lạc bộ
Rebrov sinh ra ở Horlivka, Donetsk Oblast. Anh tham gia đội trẻ của Shakhtar Donetsk vào năm 1990. Ở mùa giải ra mắt vào năm 1991, Rebrov (lúc ấy mới 17 tuổi) ghi hai bàn sau bảy trận ở giải Ngoại hạng Xô viết. Ở mùa giải thứ hai, ở giải Ngoại hạng Ukraina mới thành lập, anh trở thành chân sút ghi bàn nhiều thứ ba, lọt vào mắt xanh của các tuyển trạch viên Dynamo Kyiv.

### Dynamo Kyiv
Rebrov chuyển tới Dynamo Kyiv vào tháng 8 năm 1992 rồi trở thành chân sút ghi nhiều bàn thắng nhất lịch sử ở giải Ngoại hạng Ukraina. Tổng cộng, anh ghi được 123 bàn thắng sau 261 trận thi đấu cho cả Shakhtar và Dynamo.
Anh đã ghi một số bàn thắng quan trọng ở cúp châu Âu, đáng chú ý là ở UEFA Champions League các mùa 1997–98 và 1998–99, như bàn thắng nổi tiếng vào lưới Barcelona từ góc hẹp. Dynamo lọt đến bán kết Champions League vào năm 1999, nhưng để thua chung cuộc trước Bayern Munich. Ở mùa 1999–2000, Rebrov trở thành vua phá lưới ở UEFA Champions League với mười bàn thắng (tính cả hai bàn ở vòng loại), khi Dynamo tiến đến vòng 16 đội trước khi đối đầu trực tiếp với Real Madrid.

### Anh
Ngày 17 tháng 5 năm 2000, anh được bán cho Tottenham Hotspur với phí 11 triệu euro, anh ghi được chín bàn sau 29 trận ở mùa giải đầu tiên của đội bóng Anh, dường như chật vật để thích nghi với lối chơi khác biệt ở xứ sương mù. Mọi chuyện trở nên tệ hơn với Rebrov sau khi đội sa thải George Graham vào tháng 3 năm 2001, và người thay thế ông là huấn luyện viên mới Glenn Hoddle đã loại bỏ anh, rất ít lần đưa anh đá chính ở đội một hay ra sân từ ghế dự bị. Nhằm tìm kiếm suất đá chính ở đội một, Rebrov dành hai năm liên tiếp thi đấu cho mượn ở Fenerbahçe. Ở mùa giải thứ hai của đội bóng Thổ Nhĩ Kỳ, anh cùng với bản hợp đồng mới Pierre van Hooijdonk giúp Fenerbahçe giành danh hiệu thứ 15.
Sau đó, Rebrov ký hợp đồng một năm với West Ham United ở Championship sau khi hợp đồng của anh với Tottenham đáo hạn. Anh chỉ ghi một bàn cho West Ham, đó là bàn quyết định trong chiến thắng 3–2 trước Watford vào ngày 27 tháng 11 năm 2004. Anh cũng ghi một bàn nữa ở Cúp Liên đoàn vào lưới Notts County.

### Trở lại Dynamo Kyiv
Ngày 1 tháng 6 năm 2005, Rebrov trở thành cầu thủ tự do sau khi từ chối tái ký hợp đồng; hai hôm sau, anh ký hợp đồng mới hai năm với Dynamo Kyiv, kèm lựa chọn gia hạn một năm. Ở mùa giải 2005–06, Rebrov trở thành chân sút số một của Dynamo với 13 bàn, kém hai bàn so với hai chân sút dẫn đầu giải là Brandão và Okoduwa, tuy thi đấu ở vị trí tiền vệ. Rebrov cũng đứng đầu giải về mặt điểm số, với số bàn thắng và kiến tạo – và được vinh danh là cầu thủ hay nhất mùa, theo một cuộc bầu chọn của các huấn luyện viên và đội trưởng đội bóng.
Tháng 7 năm 2007, Rebrov trở thành thủ quân của Dynamo. Ở mùa giải 2007–08, anh gần như toàn phải ngồi trên ghế dự bị, chỉ đá chính bảy trong 18 trận trước khi nghỉ đông. Đóng góp của anh trong một vài trận đấu bị báo chí chê bai thậm tệ. Một nguồn tin cho biết Rebrov có thể chuyển đến Arsenal Kyiv ở kỳ chuyển nhượng. Tuy nhiên, dưới thời huấn luyện viên mới Yuri Semin, Rebrov đá chính tất cả các trận và được vinh danh là cầu thủ hay nhất tại mùa giải Channel One Cup gần nhất. Tháng 2 năm 2008, chủ tịch Ihor Surkis của Dynamo chia sẻ rằng câu lạc bộ đang lên kế hoạch đàm phàn với Rebrov nhằm tiến tới gia hạn hợp đồng với. Ngay sau đó, Rebrov nhận được đề nghị ký hợp đồng hai năm từ câu lạc bộ ở giải Ngoại hạng Nga là Rubin Kazan.

### Rubin Kazan

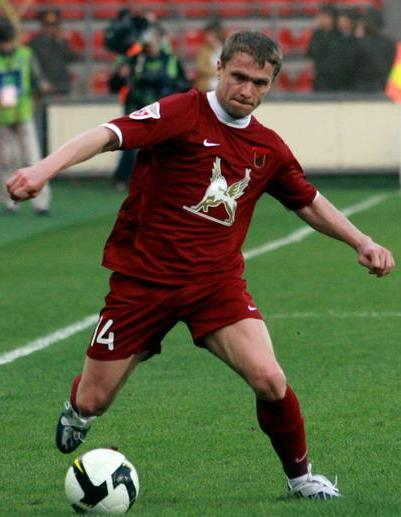
Rebrov trong màu áo Rubin Kazan

Ngày 3 tháng 3 năm 2008, Dynamo thông báo Rebrov đã ký hợp đồng hai năm với Rubin Kazan, và sẽ gia nhập câu lạc bộ mới vào cuối mùa giải, tức mùa hè năm 2008. Khi mùa giải của Nga khởi tranh lúc mùa xuân, cuối cùng Rubin đồng ý chi 1 triệu đô la Mỹ (USD) để bồi thường cho Dynamo, giúp giải phóng hợp đồng sớm cho Rebrov. Anh nằm trong thành phần đội vô địch giải Ngoại hạng Nga 2008 lần đầu tiên trong lịch sử Rubin, anh thi đấu ở giữa sân và thi đấu 24 trận trong 30 trận của đội bóng, ghi được năm bàn thắng.

### Giải nghệ
Rebrov thông báo giải nghệ vào ngày 20 tháng 7 năm 2009. Cùng lúc ấy, anh trở thành trợ lý huấn luyện viên cho đội dự bị của Dynamo Kyiv. Trong sự nghiệp cầu thủ, anh thi đấu ở nhiều giải vô địch của châu Âu, đá 423 trận và ghi 145 bàn thắng. Những thành tựu trong sự nghiệp giúp anh được ghi danh vào Đại sảnh Danh vọng Viktor Leonenko vào tháng 3 năm 2012.
Tháng 8 năm 2009, Rebrov trở lại ngắn hạn với bóng đá nhờ tham gia câu lạc bộ nghiệp dư Irpin Horenychi ở vùng ngoại ô Kyiv. Anh tham dự Cúp quốc gia 2009-10 Ukraina và đội của anh để thua Volyn Lutsk. Mùa thu cùng năm ấy, Rebrov cũng thi đấu một số trận cho Irpin ở Mykolaiv Oblast thuộc khuôn khổ giải nghiệp dư 2009.

## Sự nghiệp huấn luyện

### Dynamo Kyiv
Ngày 17 tháng 4 năm 2014, Rebrov được chọn làm huấn luyện viên tạm quyền của Dynamo Kyiv. Ngày 19 tháng 5, sau chức vô địch cúp quốc gia Ukraina, anh được bổ nhiệm làm huấn luyện viên. Trong thời gian Rebrov tại vị, Dynamo Kyiv tiếp tục vô địch hai danh hiệu giải Ngoại hạng Ukraina, hai Cúp quốc gia Ukraina và một Siêu cúp Ukraina. Ở mùa giải 2015–16, đội còn vượt qua vòng bảng của UEFA Champions League lần đầu tiên sau 15 năm, để góp mặt ở vòng đấu loại trực tiếp. Ở mùa giải trước đấy, Rebrov dẫn dắt Dynamo Kyiv thực hiện chiến dịch UEFA Europa League 2014–15 thành công, trong đó có chiến thắng 5–2 đáng nhớ trước Everton ở vòng 16 đội. Rebrov xác nhận từ chức huấn luyện viên vào ngày 31 tháng 5 năm 2017 sau khi hết hạn hợp đồng, trận cuối của anh là trận cuối mùa giải của câu lạc bộ trước Chornomorets Odesa.

### Al Ahli
Rebrov sớm trở lại với nghiệp huấn luyện và vào tháng 6 năm 2017, Rebrov được bổ nhiệm làm huấn luyện viên của câu lạc bộ Ả Rập Saudi Al Ahli. Anh chỉ tại vị ở câu lạc bộ đúng một mùa bóng, trước khi bị sa thải vì không giành được chức vô địch quốc gia.

### Ferencváros
Ngày 22 tháng 8 năm 2018, Rebrov được bổ nhiệm làm huấn luyện viên của câu lạc bộ Hungary Ferencváros, sau khi đội bóng không thể vượt qua vòng loại để dự UEFA Europa League.
Ngày 29 tháng 9 năm 2020, Rebrov dẫn dắt Ferencváros tiến vào vòng bảng Champions League lần đầu tiên sau một phần tư thế kỷ, sau khi đánh bại Molde. Đội bóng "Đại bàng xanh" đánh bại Djurgårdens, Celtic và Dinamo Zagreb ở ba vòng loại trước để có cơ hội chạm trán nhà vô địch của Na Uy. Sau khi hòa 3–3 ở Na Uy ở lượt trận đầu tiên, Ferencváros cầm hòa 0–0 trong trận lượt về ở Budapest, đồng nghĩa với việc chiến thắng nhờ luật bàn thắng sân khách, nên đội đã vượt qua vòng loại để chắc suất dự vòng bảng của giải đấu lần đầu tiên sau 25 năm.
Ngày 4 tháng 6 năm 2021, Ferencváros thông báo chia tay Rebrov ở vị trí huấn luyện viên, cảm ơn anh vì những đóng góp tới ba chức vô địch quốc gia liên tiếp, đồng thời dẫn dắt câu lạc bộ tới vòng bảng UEFA Europa League group vào năm 2019 và tới vòng bảng của Champions League vào năm 2020.

### Al-Ain
Ngày 7 tháng 6 năm 2021, Al Ain từ Các Tiểu vương quốc Ả Rập Thống nhất thông báo bổ nhiệm Rebrov làm huấn luyện viên của câu lạc bộ.

### Ukraina
Ngày 7 tháng 6 năm 2023, Rebrov trở thành huấn luyện viên của đội tuyển bóng đá quốc gia Ukraina.

## Sự nghiệp quốc tế
Rebrov đã ghi bàn thắng đầu tiên ở giải vô địch thế giới của Ukraina, đó là bàn mở tỉ số ở vòng loại giải vô địch thế giới 1998 vào lưới Bắc Ireland vào ngày 9 tháng 3 năm 1996. Trận đấu tại Belfast kết thúc với tỉ số 1–0 nhờ sự góp công của Rebrov. Ukraina kết thúc ở vị trí thứ hai của bảng đấu sau Đức, và Rebrov lại ghi bàn quyết định trong chiến thắng 1–0 nữa trước Albania vào tháng 3 năm 1997, và trên sân nhà của chính đối thủ vào tháng 8 năm ấy. Ba bàn thắng giúp đội của anh tiến vào vòng play off, song họ để thua chung cuộc 3–1 trước Croatia.
Thành tích ở câu lạc bộ của Rebrov giúp anh được gọi lên lên tuyển quốc gia và giành được một vé dự giải vô địch thế giới 2006 ở Đức, khi anh tung một cú sút xa ghi vào lưới Saudi Arabia, giúp Ukraine tiến đến vòng tứ kết trước khi Ý đánh bại.
Ở thời điểm giải nghệ vào ngày 20 tháng 7 năm 2009, Rebrov là cầu thủ khoác áo nhiều thứ tư trong lịch sử đội tuyển quốc gia Ukraina, thi đấu 75 trận cho đội tuyển và là chân sút ghi bàn nhiều thứ hai trong lịch sử đội tuyển với 15 bàn thắng.

## Đời tư
Rebrov là một người điều hành đài phát thanh nghiệp dư, thí sinh dự cuộc thi phát thanh nghiệp dư Radiosport, đồng thời tích cực hoạt động với các bí danh sau: UT5UDX (Ukraina), M0SDX (Anh), TA2ZF (Thổ Nhĩ Kỳ) và UT0U (bí danh dự thi ở Ukraina). Bí danh gần nhất mà anh sử dụng là 5B4AMM (Síp) và P3X (bí danh dự thi ở Síp).

## Thống kê sự nghiệp

### Câu lạc bộ
| Câu lạc bộ          | Mùa giải            | Giải vô địch quốc gia          | Giải vô địch quốc gia | Giải vô địch quốc gia | Cúp     | Cúp       | Cúp châu Âu | Cúp châu Âu | Khác    | Khác      | Tổng cộng | Tổng cộng |
| Câu lạc bộ          | Mùa giải            | Hạng đấu                       | Số trận               | Bàn thắng             | Số trận | Bàn thắng | Số trận     | Bàn thắng   | Số trận | Bàn thắng | Số trận   | Bàn thắng |
| ------------------- | ------------------- | ------------------------------ | --------------------- | --------------------- | ------- | --------- | ----------- | ----------- | ------- | --------- | --------- | --------- |
| Shakhtar Donetsk    | 1991                | Giải vô địch quốc gia Xô viết  | 7                     | 2                     | 3       | 1         | –           | –           | –       | –         | 10        | 3         |
| Shakhtar Donetsk    | 1992                | Giải Ngoại hạng Ukraina        | 19                    | 10                    | 6       | 1         | –           | –           | –       | –         | 25        | 11        |
| Shakhtar Donetsk    | Tổng cộng           | Tổng cộng                      | 26                    | 12                    | 9       | 2         | 0           | 0           | 0       | 0         | 35        | 14        |
| Dynamo Kyiv         | 1992–93             | Giải Ngoại hạng Ukraina        | 23                    | 5                     | 6       | 2         | 2           | 0           | –       | –         | 31        | 7         |
| Dynamo Kyiv         | 1993–94             | Giải Ngoại hạng Ukraina        | 10                    | 2                     | 1       | 0         | 2           | 1           | –       | –         | 13        | 3         |
| Dynamo Kyiv         | 1994–95             | Giải Ngoại hạng Ukraina        | 24                    | 8                     | 6       | 1         | 7           | 1           | –       | –         | 37        | 10        |
| Dynamo Kyiv         | 1995–96             | Giải Ngoại hạng Ukraina        | 31                    | 9                     | 5       | 1         | 2           | 0           | –       | –         | 38        | 10        |
| Dynamo Kyiv         | 1996–97             | Giải Ngoại hạng Ukraina        | 30                    | 20                    | 1       | 0         | 4           | 0           | –       | –         | 35        | 20        |
| Dynamo Kyiv         | 1997–98             | Giải Ngoại hạng Ukraina        | 29                    | 22                    | 7       | 7         | 12          | 8           | –       | –         | 48        | 37        |
| Dynamo Kyiv         | 1998–99             | Giải Ngoại hạng Ukraina        | 22                    | 9                     | 5       | 5         | 14          | 8           | –       | –         | 41        | 22        |
| Dynamo Kyiv         | 1999–2000           | Giải Ngoại hạng Ukraina        | 20                    | 18                    | 4       | 2         | 16          | 10          | –       | –         | 40        | 30        |
| Dynamo Kyiv         | Tổng cộng           | Tổng cộng                      | 189                   | 93                    | 35      | 18        | 59          | 28          | 0       | 0         | 283       | 139       |
| Tottenham Hotspur   | 2000–01             | Giải Ngoại hạng Anh            | 29                    | 9                     | 5       | 3         | –           | –           | 2       | 0         | 36        | 12        |
| Tottenham Hotspur   | 2001–02             | Giải Ngoại hạng Anh            | 30                    | 1                     | 3       | 0         | –           | –           | 6       | 2         | 39        | 3         |
| Tottenham Hotspur   | Tổng cộng           | Tổng cộng                      | 59                    | 10                    | 8       | 3         | 0           | 0           | 8       | 2         | 75        | 15        |
| Fenerbahçe          | 2002–03             | Süper Lig                      | 13                    | 2                     | –       | –         | –           | –           | –       | –         | 13        | 2         |
| Fenerbahçe          | 2003–04             | Süper Lig                      | 25                    | 2                     | 3       | 1         | –           | –           | –       | –         | 30        | 3         |
| Fenerbahçe          | Tổng cộng           | Tổng cộng                      | 38                    | 4                     | 3       | 1         | 0           | 0           | 0       | 0         | 41        | 5         |
| West Ham United     | 2004–05             | Championship                   | 27                    | 1                     | 2       | 0         | –           | –           | 4       | 1         | 33        | 2         |
| Dynamo Kyiv         | 2005–06             | Giải Ngoại hạng Ukraina        | 27                    | 13                    | 5       | 1         | 1           | 0           | 1       | 0         | 34        | 14        |
| Dynamo Kyiv         | 2006–07             | Giải Ngoại hạng Ukraina        | 17                    | 6                     | 2       | 0         | 7           | 2           | 1       | 0         | 27        | 8         |
| Dynamo Kyiv         | 2007–08             | Giải Ngoại hạng Ukraina        | 9                     | 1                     | 2       | 0         | 5           | 1           | –       | –         | 16        | 2         |
| Dynamo Kyiv         | Tổng cộng           | Tổng cộng                      | 53                    | 20                    | 9       | 1         | 13          | 3           | 2       | 0         | 77        | 24        |
| Rubin Kazan         | 2008                | Giải Ngoại hạng Nga            | 24                    | 5                     | 1       | 0         | –           | –           | –       | –         | 25        | 5         |
| Rubin Kazan         | 2009                | Giải Ngoại hạng Nga            | 7                     | 0                     | –       | –         | –           | –           | 1       | 0         | 8         | 0         |
| Rubin Kazan         | Tổng cộng           | Tổng cộng                      | 31                    | 5                     | 1       | 0         | 0           | 0           | 1       | 0         | 33        | 5         |
| Irpin Horenychi     | 2009                | Giải bóng đá nghiệp dư Ukraina | 2                     | 0                     | 1       | 0         | –           | –           | –       | –         | 3         | 0         |
| Tổng cộng sự nghiệp | Tổng cộng sự nghiệp | Tổng cộng sự nghiệp            | 425                   | 145                   | 68      | 25        | 72          | 31          | 15      | 3         | 580       | 204       |

1. ↑  Tính cả Siêu cúp và Cúp Liên đoàn

### Quốc tế
| Tuyển quốc gia      | Year                | Số trận | Bàn thắng |
| ------------------- | ------------------- | ------- | --------- |
| Ukraina             | 1992                | 1       | 0         |
| Ukraina             | 1993                | 3       | 0         |
| Ukraina             | 1994                | 0       | 0         |
| Ukraina             | 1995                | 0       | 0         |
| Ukraina             | 1996                | 5       | 1         |
| Ukraina             | 1997                | 10      | 3         |
| Ukraina             | 1998                | 5       | 4         |
| Ukraina             | 1999                | 10      | 4         |
| Ukraina             | 2000                | 5       | 0         |
| Ukraina             | 2001                | 8       | 0         |
| Ukraina             | 2002                | 7       | 1         |
| Ukraina             | 2003                | 7       | 0         |
| Ukraina             | 2004                | 4       | 0         |
| Ukraina             | 2005                | 3       | 1         |
| Ukraina             | 2006                | 7       | 1         |
| Tổng cộng sự nghiệp | Tổng cộng sự nghiệp | 75      | 15        |

Tỉ số và kết quả liệt kê bàn thắng của Ukraina trước, cột tỉ số biểu thị tỷ số sau mỗi bàn thắng của Rebrov.
| Thứ tự | Ngày                 | Nơi tổ chức                                               | Đối thủ              | Tỉ số | Kết quả | Competition                          |
| ------ | -------------------- | --------------------------------------------------------- | -------------------- | ----- | ------- | ------------------------------------ |
| 1      | 31 tháng 8 năm 1996  | Windsor Park, Belfast, Bắc Ireland                        | Bắc Ireland          | 1–0   | 1–0     | Vòng loại giải vô địch thế giới 1998 |
| 2      | 23 tháng 3 năm 1997  | Khu liên hợp thể thao quốc gia Olimpiyskiy, Kyiv, Ukraina | Moldova              | 1–0   | 1–0     | Trận giao hữu                        |
| 3      | 29 tháng 3 năm 1997  | Estadio Nuevo Los Cármenes, Granada, Tây Ban Nha          | Albania              | 1–0   | 1–0     | Vòng loại giải vô địch thế giới 1998 |
| 4      | 20 tháng 8 năm 1997  | Khu liên hợp thể thao quốc gia Olimpiyskiy, Kyiv, Ukraina | Albania              | 1–0   | 1–0     | Vòng loại giải vô địch thế giới 1998 |
| 5      | 19 tháng 8 năm 1998  | Khu liên hợp thể thao quốc gia Olimpiyskiy, Kyiv, Ukraina | Gruzia               | 1–0   | 4–0     | Trận giao hữu                        |
| 6      | 19 tháng 8 năm 1998  | Khu liên hợp thể thao quốc gia Olimpiyskiy, Kyiv, Ukraina | Gruzia               | 2–0   | 4–0     | Trận giao hữu                        |
| 7      | 5 tháng 8 năm 1998   | Khu liên hợp thể thao quốc gia Olimpiyskiy, Kyiv, Ukraina | Nga                  | 3–1   | 3–2     | Vòng loại giải vô địch châu Âu 2000  |
| 8      | 10 tháng 10 năm 1998 | Camp d'Esports d'Aixovall, Aixovall, Andorra              | Andorra              | 2–0   | 2–0     | Vòng loại giải vô địch châu Âu 2000  |
| 9      | 5 tháng 8 năm 1999   | Khu liên hợp thể thao quốc gia Olimpiyskiy, Kyiv, Ukraina | Andorra              | 2–0   | 4–0     | Vòng loại giải vô địch châu Âu 2000  |
| 10     | 18 tháng 8 năm 1999  | Sân vận động Valeriy Lobanovskyi Dynamo, Kyiv, Ukraina    | Bulgaria             | 1–0   | 1–1     | Trận giao hữu                        |
| 11     | 8 tháng 8 năm 1999   | Laugardalsvöllur, Reykjavík, Iceland                      | Iceland              | 1–0   | 1–0     | Vòng loại giải vô địch châu Âu 2000  |
| 12     | 17 tháng 11 năm 1999 | Khu liên hợp thể thao quốc gia Olimpiyskiy, Kyiv, Ukraina | Slovenia             | 1–0   | 1–1     | Vòng loại giải vô địch châu Âu 2000  |
| 13     | 17 tháng 4 năm 2002  | Sân vận động Valeriy Lobanovskyi Dynamo, Kyiv, Ukraina    | Gruzia               | 1–0   | 2–1     | Trận giao hữu                        |
| 14     | 17 tháng 8 năm 2005  | Sân vận động Valeriy Lobanovskyi Dynamo, Kyiv, Ukraina    | Serbia và Montenegro | 1–0   | 2–1     | Trận giao hữu                        |
| 15     | 19 tháng 8 năm 2006  | AOL Arena, Hamburg, Đức                                   | Ả Rập Xê Út          | 2–0   | 4–0     | Giải vô địch thế giới 2006           |

## Thống kê huấn luyện
Tính đến trận đấu vào ngày 26 tháng 6 năm 2024
| Đội bóng    | Quốc gia                             | Từ                  | Đến                 | Số liệu | Số liệu | Số liệu | Số liệu | Số liệu  |
| Đội bóng    | Quốc gia                             | Từ                  | Đến                 | ST      | T       | H       | B       | TL thắng |
| ----------- | ------------------------------------ | ------------------- | ------------------- | ------- | ------- | ------- | ------- | -------- |
| Dynamo Kyiv | Ukraina                              | 17 tháng 5 năm 2014 | 31 tháng 5 năm 2017 | 137     | 94      | 20      | 23      | 068,61   |
| Al-Ahli     | Ả Rập Xê Út                          | 1 tháng 6 năm 2017  | 19 tháng 5 năm 2018 | 38      | 23      | 10      | 5       | 060,53   |
| Ferencváros | Hungary                              | 22 tháng 8 năm 2018 | 9 tháng 5 năm 2021  | 132     | 82      | 30      | 20      | 062,12   |
| Al Ain      | Các Tiểu vương quốc Ả Rập Thống nhất | 6 tháng 6 năm 2021  | 27 tháng 5 năm 2023 | 73      | 45      | 18      | 10      | 061,64   |
| Ukraina     | Ukraina                              | 7 tháng 6 năm 2023  | nay                 | 16      | 8       | 5       | 3       | 050,00   |
| Tổng cộng   | Tổng cộng                            | Tổng cộng           | Tổng cộng           | 396     | 249     | 83      | 64      | 062,88   |

## Bàn thắng ở UEFA Champions League
| Thứ tự | Ngày                | Đội thi đấu | Đối thủ   | Trận đấu  | Nơi tổ chức                | Tỉ số |
| ------ | ------------------- | ----------- | --------- | --------- | -------------------------- | ----- |
| 1      | 17 tháng 9 năm 1997 | Dynamo Kyiv | PSV       | sân khách | Philips Stadion, Eindhoven | 1-3   |
| 2      | 1 tháng 10 năm 1997 | Dynamo Kyiv | Newcastle | sân nhà   | Olympiyskiy, Kyiv          | 2-2   |

## Danh hiệu

### Cầu thủ
Dynamo Kyiv
- Giải Ngoại hạng Ukraina (9): 1992–93, 1993–94, 1994–95, 1995–96, 1996–97, 1997–98, 1998–99, 1999–2000, 2006–07
- Cúp quốc gia Ukraina (7): 1992–93, 1995–96, 1997–98, 1998–99, 1999–2000, 2005–06, 2006–07
- Siêu cúp Ukraina: 2006

Tottenham Hotspur
- Á quân Cúp Liên đoàn Anh: 2001–02[27]

Fenerbahçe
- Süper Lig: 2003–04

West Ham United
- Trận play off ở EFL Championship: 2005

Rubin Kazan
- Giải Ngoại hạng Nga: 2008, 2009

### Huấn luyện viên
Dynamo Kyiv
- Giải Ngoại hạng Ukraina: 2014–15, 2015–16
- Cúp quốc gia Ukraina: 2013–14, 2014–15
- Siêu cúp Ukraina: 2016

Ferencváros
- Giải vô địch quốc gia Hungary: 2018–19, 2019–20, 2020–21

Al Ain
- Giải chuyên nghiệp Các tiểu vương quốc Ả Rập Thống nhất: 2021–22
- Cúp liên đoàn Các tiểu vương quốc Ả Rập Thống nhất: 2021–22

Cá nhân
- Huấn luyện viên của năm ở giải Ngoại hạng Ukraina: 2014–15, 2015–16
- Huấn luyện viên của năm ở giải vô địch quốc gia Hungary: 2019–20,[28] 2020–21[29]
- Huấn luyện viên của tháng ở giải vô địch quốc gia Hungary: tháng 10 năm 2020, tháng 12 năm 2020
- Huấn luyện viên của thập niên của Ferencváros: 2020[30]
- Huấn luyện viên của tháng ở giải chuyên nghiệp Các tiểu vương quốc Ả Rập Thống nhất: tháng 8 năm 2021,[31] tháng 9 năm 2021,[32] tháng 10 năm 2021,[33] tháng 11 năm 2021,[34] tháng 12 năm 2021-tháng 1 năm 2022,[35] tháng 2 năm 2022,[36] tháng 3 năm 2022[37]
- Huấn luyện viên của năm ở giải chuyên nghiệp Các tiểu vương quốc Ả Rập Thống nhất: 2021–22[38]